# حصان كاميروني
الحصان الكاميروني (بالفرنسية: Cameroonian cheval) ويسمى كذالك حصان لوغون، هي سلالة أحصنة بوني أفريقية نشأت بدولة الكاميرون ويقال تشاد، وتنتمي لمجموعة حصان غرب أفريقيا البربري.

## التاريخ
أصول أحصنة لوغون غير معروفة، بٳسثتناء أنها تعيش في الكاميرون وجنوب غرب تشاد، ويتم تربيتها بشكل تقليدي من طرف شعوب الموساي. يُرَجّح أن هذه السلالة تنحدر من عملية تهجين بين سلالة الحصان البربري والأحصنة المحلية الصغيرة، ويعتقد أنها مرتبطة بشكل وثيق مع الحصان النيجيري.
تُستخدم سلالة الحصان الكاميروني في الحرب والصيد، وقد أدت العزلة الجغرافية لمنطقة تكاثرها إلى الحفاظ عليها من التهجين مع سلالات أخرى. كما سمحت لها خصائصها بالتكيف سريعا مع بيئتها المعادية. هناك العديد من الأوصاف لخيول لوغون الصغيرة التي ظهرت لأول مرة لدى شعوب الموساي في السهول الفيضية على أطراف نهر لوغون في جنوب غرب تشاد وشمال الكاميرون. فقد وصف ديكسون دينهام هذا الحيوان في عام 1826، وجوستاف ناشتيغال في عام 1880. عرفت تربية هذه الخيول تطوراً ملحوظاً لكن بشكل ضئيل جدًا في المنطقة بثمانينيات القرن الماضي. ففي عام 1985، قدر سيغنوبوس عدد الخيول بحوالي 6000-6500 رأس. ثم في عام 1987، تم تسجيل 7500 رأس خصان لوغون في تشاد وفقًا لنظام المعلومات حول تنوع الحيوانات المحلية.
تعيش أحصنة لوغون بشكل رئيسي بالقرب من نهر لوغون والمشهور بذباب تسي تسي الذي يحمل مرض النوم. لكن يبدو أن هذا الحصان قد طور مقاومة خاصة له، عكس العديد من السلالات الأخرى التي تستسلم لهذا المرض.

## وصف
الخصائص الفيزيائية لحصان لوغون قريبة جدًا من خصائص الأحصنة النيجيرية. فهي صغيرة وقوية، لها رأس متوسط مع مظهر جانبي مقعر، وعظم جبين غير بارز، ولديه أذنان صغيرتان. خط العنق قصير وسميك والظهر طويل والذيل منخفض. أما الأرجل فهي قصيرة لكنها قوية وتنتهي بحوافر صغيرة.
يبلغ متوسط الطول المسجل للأحصنة الكاميرونية في نظام المعلومات حول تنوع الحيوانات المحلية 1.24 مترًا للإناث و 1.26 مترًا للذكور وبمتوسط وزن يبلغ 175 كجم. يشير قاموس مكتب الكومنولث الزراعي العالمي إلى متوسط يبلغ 1.22 متر. أما دليل ديلاشو فيعطي ما متوسطه 1.25 متر عند الذراعين.